# En manches de chemise
En manches de chemise est un vaudeville en un acte d'Eugène Labiche, Auguste Lefranc et Eugène Nyon, représenté pour la première fois à Paris au théâtre du Palais-Royal le 8 août 1851. Il fut adapté en opérette sur une musique d'Auguste de Villebichot en 1869.
Il est publié aux éditions Michel Lévy frères.

## Distribution
| Personnages | Créateurs   |
| ----------- | ----------- |
| Linotte     | Aline Duval |
| Corydon     | M. Schey    |